# Alicún
Alicún és una localitat de la província d'Almeria, Andalusia. La seva extensió superficial és de 6 km² i té una densitat de 42,2 hab/km². Les seves coordenades geogràfiques són 36° 58′ N, 2° 36′ O. Està situada a una altitud de 420 metres i a 31 kilòmetres de la capital de província, Almeria. Durant la reconquesta, fou intercanviada el 1157 als castellans per Uclés.
| 1996 | 1998 | 1999 | 2000 | 2001 | 2002 | 2003 | 2004 | 2005 | 2006 |
| ---- | ---- | ---- | ---- | ---- | ---- | ---- | ---- | ---- | ---- |
| 249  | 245  | 241  | 236  | 235  | 235  | 242  | 247  | 253  | 258  |